# El Carabobeño
El Carabobeño es un sitio web de noticias venezolano, anteriormente un periódico de circulación diario. Su sede se encuentra en el Municipio Naguanagua del estado Carabobo en la Región Central de Venezuela.

## Historia
Fue fundado por Eladio Alemán Sucre el 1 de septiembre de 1933, en tiempos de la dictadura de Juan Vicente Gómez. Con un tiraje limitado, las cuatro páginas en formato de un octavo eran editadas en la librería "París en América", hasta 1948 cuando fue inaugurado el edificio Ayacucho, en la avenida Urdaneta, cerca de la Catedral. Allí se instaló una imprenta con mayor capacidad, sustituida en 1955 por otra que permitía imprimir 20 páginas tamaño estándar, su formato actual.
La transformación de El Carabobeño en uno de los diarios con la infraestructura más modernas el país comenzó en 1976, con la mudanza a un nuevo edificio en la avenida Soublette, siempre en el centro de Valencia. Los procesos electrónicos fueron perfeccionados en la sede actual, en la avenida Universidad de la urbanización La Granja, en Naguanagua, inaugurada en 1997 por el presidente de la República, Rafael Caldera, quien calificó a esta institución como ejemplo para el Periodismo latinoamericano.
El Carabobeño obtuvo el Premio Nacional de Periodismo en 1968, 1977 y 1983. En 2001, ganó el premio periodístico Monseñor Pellín dado por la Conferencia Episcopal de Venezuela. En 2009, la Sociedad Interamericana de Prensa (SIP) otorgó a la redacción de El Carabobeño el premio Excelencia Periodística 2009, en la categoría Diario en la Educación, por su proyecto de Prensa-Escuela.
Desde 2014 el periódico ha tenido problemas de papel, teniendo en varias ocasiones que disminuir el número de páginas o dejar de circular en su edición impresa.
El 8 de febrero de 2015, El Carabobeño cambió al formato tabloide, por ser más fácil de leer y debido también a la escasez en Venezuela, que los afecta en lo relacionado con la falta de papel periódico. Antes de esa fecha, El Carabobeño era un periódico de gran formato.
A pesar de la solicitud a la Gobernación del Estado Carabobo, el diario El Carabobeño a causa de la falta de papel decidió cesar sus actividades el 17 de marzo de 2016. En la actualidad, 250 personas quedarían sin trabajo con el cese de circulación del medio.

## Productos
El Carabobeño publica también varios productos que vienen encartados en el periódico:
- Lectura Dominical: publicación sobre temas variados que circula los domingos.
- Paréntesis: revista dominical sobre temas variados.
- Suplemento Industrial: publicación que circula el tercer lunes de cada mes.
- Suplemento Infantil: publicación dominical dedicado a los niños.[9]
- Suplemento Médico: publicación que circula los miércoles.